# Плохий Андрій Віталійович
Андрі́й Віта́лійович Плохий (Плохой) (26 червня 1983 — 3 серпня 2014) — капітан Збройних сил України, учасник російсько-української війни.

## Короткий життєпис
Народився 1983 року в селі Первомайське (Черкаський район, Черкаська область). 2000 року закінчив щколу в селі Тубільці. З 2000 року — в Збройних Силах України. У 2005 році закінчив Харківський інститут танкових військ. Проходив військову службу за контрактом.
Заступник командира роти з озброєння 1-ї окремої танкової бригади (селище Гончарівське Чернігівського району). З 16 червня 2014 року брав участь в боях на сході України.
Під час бою в складі штурмового танкового взводу у північній околиці мікрорайону Красний Яр 3 серпня 2014 року танк Плохого № 681 БМ «Булат» підірвався на протитанковому фугасі. Капітан Плохой зазнав опіків та був викинутий вибуховою хвилею з машини; по дорозі до лікарні міста Щастя він помер. Загинули також сержант Андрій Мансуров і старший сержант Сергій Нагорний.
Вдома залишилася донька 2008 р.н.

## Нагороди та вшанування
- 8 вересня 2014 року — за особисту мужність і героїзм, виявлені у захисті державного суверенітету та територіальної цілісності України, вірність військовій присязі під час російсько-української війни, відзначений — нагороджений орденом Богдана Хмельницького III ступеня (посмертно)
- нагрудний знак «За оборону Луганського аеропорту» (посмертно)
- його портрет розміщений на меморіалі «Стіна пам'яті полеглих за Україну» в Києві: секція 2, ряд 4, місце 18
- у Тубільцівській школі йому встановлено меморіальну дошку
- у селі Первомайське провулок Піонерський перейменовано на вулицю Андрія Плохого.